# Toriel
Toriel Dreemurr és un personatge del videojoc de rol Undertale del 2015, on actua com a primer cap d'àrea. Concebuda com a una figura materna que exerceix en la seva primera aparició com a una sàtira dels tutorials de videojocs, és membre de la raça de monstres i té orelles penjants, banyes petites, pell blanca i una túnica porpra. El jugador pot triar matar-la o convèncer-la que deixi de lluitar, decisió que afecta la manera com es desenvolupa la història. També apareix a Deltarune en un paper diferent.
Va ser dissenyada pel creador del joc, Toby Fox, així com per l'artista Temmie Chang, i el seu paper està inspirat en Myria de Breath of Fire III . Inicialment, els jugadors havien de matar-la, però Toby Fox va decidir canviar això, arribant a introduir la possibilitat de perdonar i salvar altres monstres.
El personatge ha rebut l'atenció de la crítica i els fans per la seva personalitat, així com per l'elecció moral atípica de la seva batalla d'enemic final. També diverses peces de marxandatge oficials han estat inspirades en la seva figura, incloent un peluix que té un petit cor a l'interior al qual només es pot accedir tallant o esquinçant el peluix.

## Desenvolupament
Toriel va ser creada per Toby Fox, el creador d' Undertale, com un dels seus personatges, amb l'ajuda de l'artista Temmie Chang . Durant el desenvolupament del sistema de batalla d'Undertale, es va concebre Toriel com "una mena de deessa humanoide sobreprotectora", inspirada en el personatge Myria de Breath of Fire III . Matar la Toriel era originalment obligatori per progressar; tanmateix, mentre escrivia el diàleg, Fox no es sentia còmode plantejant matar-la com a única opció, fet que el va portar a introduir la possibilitat de perdonar i salvar els monstres. Fox va imaginar Toriel com una "persona tutora que no suporta veure't marxar". Ella era una "reacció directa a l'absència o disminució dels personatges materns als jocs de rol", a més de ser una burla dels "tutorials agressius", com ara agafar literalment la mà del personatge del jugador durant un trencaclosques.
El seu disseny inicial no tenia banyes, però Fox ho va canviar a causa de la semblança amb la Mimiga de Cave Story, tot i que va considerar que s'havia inspirat parcialment en elles. Els sprites de Toriel al món exterior van ser dissenyats per Temmie, tot i que van passar per diverses iteracions. Quan es buscava un artista per dissenyar l'art de les cartes col·leccionables de Toriel a Steam, Fox volia que ho fes l'artista Ashley Davis, ja que volia veure com dibuixava Toriel amb el seu "estil característic". Ashley va comentar en broma que, en jugar a la demo d'Undertale, l'única crítica que tenien era que el jugador hauria d'haver pogut quedar-se amb Toriel. Va assenyalar que, òbviament, això no encaixaria amb la narrativa, però que Toriel s'havia convertit en una figura inoblidable i van agrair l'oportunitat de dibuixar-la.
Quan va dissenyar la forma adulta del fill de Toriel, Asriel, Toby es va inspirar en un disseny de "Toriel malvada" que va fer per a un programa de proves d'efectes visuals. No sabia per què havia fet el disseny, però volia fer alguna cosa similar al joc real. Undertale presenta una dificultat truncada; tot i que el joc acaba durant la batalla de Toriel, Fox originalment tenia la intenció que acabés amb Toriel abraçant l'humà abans de llançar-lo a terra amb un suplex . El tema de Toriel, "Fallen Down", va ser compost originalment per a un àlbum de col·laboració amb soundfont d'EarthBound . Va ser concebut com un tema de Game Over inspirat en The Legend of Zelda .
En localitzar Undertale al japonès, el joc va haver de fer canvis en el diàleg dels personatges i la seva construcció. La Toriel utilitza un llenguatge educat i terminacions femenines en el seu discurs, a més de posar una "O" davant dels substantius per fer-los sonar més educats. L'escriptora Maria Christina Jørstad va fer comparacions amb teyodawa-kotoba i onna-kotoba, creient que això havia estat escollit per reflectir la seva personalitat materna i de mentora.

### EnUndertale
El jugador coneix la Toriel poc després de caure al Underground, on es veu com una figura materna que desitja protegir l'humà, el personatge del jugador, dels perills. Ella ensenya al jugador la mecànica del joc, animant-lo a mostrar pietat als enemics en lloc d'atacar-los. Donant-li a l'humà un telèfon per contactar-la, deixa el jugador sol per travessar la resta de les Ruïnes, després de les quals es troba la casa de Toriel. Mentre ella intenta tenir cura de l'humà, el personatge del jugador s'inquieta i intenta abandonar les Ruïnes. Havent vist morir diversos nens humans a mans d'Asgore, el rei de l'Underground, tem per la seguretat de l'humà i s'enfronta a ell en batalla. Si el jugador decideix no matar-la, la batalla és "llarga i àrdua" amb pocs indicis que les tàctiques del jugador estiguin funcionant fins que ella cedeixi. Cal perdonar-la moltes vegades per tal de persuadir-la que permeti a l'humà abandonar les Ruïnes. Si, tanmateix, Toriel és traïda matant-la després que ella cedeixi, li diu a l'humà que es penedeix d'haver intentat criar-lo. Si el jugador carrega el joc després de lluitar contra Toriel per veure un resultat alternatiu, Flowey apareix i es burla del jugador per les seves accions, establint l'ús de les partides guardades com a element argumental a Undertale . Si la Toriel és assassinada després de matar 20 enemics trobats aleatòriament a les Ruïnes, la Toriel comenta que no estava protegint l'humà de la resta de l'Underground, sinó que estava protegint la resta de l'Underground intentant mantenir l'humà a les Ruïnes. Fer això fa que el joc vagi per una ruta més fosca, "sense pietat" (sovint anomenada "ruta del genocidi"), mentre l'humà continuï matant tots els enemics que troba.
Més tard es revela que Toriel va ser l'esposa d'Asgore i que van tenir un fill, Asriel . Quan Asriel va morir, va renunciar a la seva corona a causa del seu disgust per la decisió d'Asgore de matar nens humans per les seves ànimes per trencar la "Barrera" que mantenia els monstres atrapats a l'Underground. Cap al final de la ruta de True Pacifist de la història, Toriel arriba a "New Home" (la capital de l'Underground) i impedeix que Asgore i l'humà lluitin. No obstant això, Flowey apareix i absorbeix la seva ànima juntament amb la de tots els altres monstres del Subterrani per obtenir la forma d'"Asriel, el Déu de la Hipermort". Més tard, després que el jugador hagi lluitat contra Asriel, que utilitza les ànimes humanes i el seu immens poder per trencar la Barrera, Toriel i els altres monstres abandonen l'Underground i tornen a la Superfície. Toriel s'ofereix a proporcionar una llar per a l'humà; el jugador pot optar per acceptar-ho o rebutjar-ho, cosa que porta a una escena postcrèdits diferent segons l'elecció. L' epíleg no jugable de True Pacifist mostra que Toriel aconsegueix el seu somni de fundar i ser mestra a una escola.

### ADeltarune
A Deltarune, Toriel és la mare adoptiva del personatge del jugador, Kris, i la mare biològica d'Asriel. Es dóna per fet que és professora d'una classe de nens més petits a l'escola de Kris. Ella és qui desperta la Kris al principi del capítol u i per anar a l'escola. Després de tornar del Món Fosc, Toriel renya a Kris per arribar tard. No obstant això, li alegra saber que Kris ha fet una amiga i li permet explorar la ciutat abans de tornar a casa. Al segon capítol del joc, se la pot veure conversant amb l'Alphys sobre el benestar de Kris durant el pròleg; a l'epíleg, convida la Susie a la casa dels Dreemurr i li suggereix que hi passi la nit després d'adonar-se que li han tallat els pneumàtics del cotxe. No obstant això, en un gir inesperat, Kris obre una Font Fosca que els engoleix a tots tres.

## Promoció i recepció
| [[:Image:\|Fallen Down]] |
| [[Fitxer:\|180px\|noicon]] |
| El tema de Toriel "Fallen Down" és la segona cançó més reproduïda de Toby Fox a Spotify després de Megalovania. Té més de 150 milions de reproduccions, fet que la converteix en una de les cançons de videojocs més reproduides a la plataforma. |
| |

Fangamer va llançar un peluix oficial de Toriel. El peluix conté una ànima de cor blanca a l'interior, que només es pot trobar si el peluix es talla. Aquest detall reflecteix l'escena de la seva mort a Undertale i va ser descrit per Kotaku com a "estranyament inquietant". El peluix va ser dissenyat per Toby Fox, que va fer tot el possible per fer-la més adorable. Fangamer també va llançar una figura de Toriel com a part del conjunt "Little Buddies". També s'ha llançat un Nendoroid, que inclou un accessori de pastís.
Des de la seva aparició a Undertale, Toriel ha rebut una acollida generalment positiva. L'escriptora de Kill Screen, Jess Joho, va descriure el personatge com "confiant en el retrat inhumanament altruista de la maternitat", però fent-ho amb un propòsit, lloant la batalla d'enemic final amb ella com a respectuosa amb la capacitat del jugador per pensar en com resoldre un problema, així com els seus instints bàsics com a ésser humà. L'escriptora de RPGFan, Alana Hagues, va apreciar la seva amabilitat i altruisme, i la va qualificar de "l'epítom del tema de la bondat i el perdó d' Undertale ". L'escriptor Arthur Conzi Zeferino va explicar com els atacs de Toriel i Asgore contrasten entre si; mentre que els atacs de Toriel són més febles i ella evitarà matar l'humà, els atacs similars d'Asgore són violents i decidits.
Toriel i Asgore comparteixen similituds en la seva música; tots dos utilitzen música chiptune, cordes i panderetes. A més, tots dos utilitzen el que l'escriptor Jason Yu va descriure com a "Royal Ostinato", una figura repetitiva baixa, que es troba tant a "Heartache" com a "ASGORE". Yu va assenyalar que aquestes tenen diferents compassos, cosa que va apreciar per destacar la "diferència rítmica entre" aquestes cançons. L'escriptor Matthew Perez va definir algunes interaccions amb Toriel, concretament quan va desestimar el desig de l'humà de tornar a casa amb "Aquesta... aquesta ÉS casa teva ara" com a "pertorbador" i "manipulador", cosa que va dir que feia qüestionables les seves motivacions. Va parlar de com la trobada amb ella abans del seu combat va fer que es sentís "malament" a causa del "comportament poc característic" esmentat anteriorment i el "so percussiu atmosfèric, intermitent i de to baix", afirmant que transmetia al jugador que aquest era un "moment crucial de presa de decisions". Va parlar de "Heartache", afirmant que la "complexitat d'aquesta pista complementa la naturalesa desconcertant" de la batalla.
La decisió de matar o salvar Toriel ha estat objecte de comentaris. Jess Joho va afirmar que el joc reflecteix el disseny de joc "patriarcal" que anima els jugadors a "sacrificar impacientment la seva pròpia mare i humanitat" en lloc d'enfrontar-se a l'enemic a un "nivell humà". L'escriptor de Kotaku, Nathan Grayson, va declarar que, tot i que va matar Toriel durant la seva partida, la seva trobada amb ella el va fer plorar per la seva amabilitat i la seva capacitat d'identificar-se amb ell com a personatge. També va elogiar el joc per recordar-ho en la seva següent partida. Julie Muncy de Kill Screen va criticar la trobada amb Toriel com a poc intuïtiva, dient que va perdre la capacitat de confiar en el joc després de ser aparentment obligada a matar Toriel, cosa que la va obligar a seguir la ruta "Neutral" del joc. L'escriptora Alexandra Müller va parlar de com Toriel serveix com a tutorial per a la mecànica de perdonar i salvar o escollir matar d' Undertale, i que la lluita amb ella és la culminació de les lliçons que ensenya Toriel. Parla de com, després de derrotar Toriel, un llarg passadís i un moment de silenci marquen el pes de les accions, cosa que contrasta amb la batalla contra Asgore, on passa el mateix. També van parlar de com el trencament de l'ànima de Toriel, representat visualment com un cor trencat, pot evocar records on els jugadors fereixen la seva pròpia mare, afirmant que fa que la seva mort sigui "universalment recognoscible" i "personal". Quan va parlar de matar Toriel, l'escriptor Jens Kjeldgaard-Christiansen va assenyalar que la manera com Flowey va castigar i es va burlar del jugador si reiniciava després de matar Toriel per intentar salvar-la es podria llegir com una crítica a la "mentalitat de desar-recarregar la partida" (és a dir, fer ús de la mecànica de desar el joc i recarregar-lo en un punt específic per explorar altres opcions diferents a les seleccionades en primer lloc, evitant enfrontar les conseqüències de la primera decisió), reconeixent que la culpa que impulsa això "pressuposa la implicació deliberada del jugador amb el món fictici del joc". Aquest moment es va considerar un dels millors moments de trencament de la quarta paret en els videojocs.  L'escriptora de RPGSite, Elizabeth Henges, va parlar d'haver matat Toriel perquè sentia que necessitava "demostrar-se valia a si mateixa", i va qualificar-ho de "moment revelador" quan Flowey la va renyar després de reiniciar. L'escriptor Joul Couture va parlar d'haver matat Toriel, parlant del seu penediment per haver-ho fet a causa de la compassió que Toriel va oferir a l'humà. També va esmentar com els jugadors senten la necessitat de fer progressar una història a qualsevol preu, cosa que li va passar amb Toriel. Va comentar com els atacs de Toriel eren més poderosos i ferotges que qualsevol cosa amb què s'hagués trobat, cosa que el va esperonar a contraatacar. Va assenyalar que els videojocs sovint no tenen conseqüències i com Undertale es diferencia d'això, comparant-ho amb dir alguna cosa a un ésser estimat que lamentarà per a la resta de la seva vida.
L'escriptor Frederic Seraphie va comentar com la batalla semblava guiar el jugador a matar Toriel; tot i que ella va aconsellar a l'humà que no matés, la manera d'evitar matar Toriel semblava obtusa. També va suggerir que la cançó que es deia "Heartache" suggeria que els jugadors tenien la intenció de matar-la. Va descriure que l'elecció de matar Toriel o abandonar el joc s'assemblava a la idea derridiana d'impossibilitat . Va dur a terme una enquesta entre els jugadors per determinar com havien gestionat la baralla contra Toriel, havent arribat a la conclusió que, tot i que "l'interval de confiança era massa gran" per confirmar-lo, la majoria dels jugadors van acabar matant Toriel sense saber que podia sobreviure. També va descobrir que el descobriment que Toriel no tenia la intenció de matar-los feia que els jugadors se sentissin culpables per haver lluitat contra ella.